# Jacob Kiplagat Yator
Jacob Kiplagat Yator (* 5. August 1982) ist ein kenianischer Marathonläufer.
2005 gewann er den Málaga-Halbmarathon und wurde Vierter beim Halbmarathonbewerb des Nairobi-Marathons. 2006 wurde er Sechster bei den Commonwealth Games in Melbourne.
2007 wurde er Fünfter beim Lahore-Marathon, siegte beim Barcelona-Halbmarathon, wurde Zweiter beim Prag-Halbmarathon und Dritter bei der Route du Vin. 2008 verteidigte er seinen Titel in Barcelona, wurde Dritter beim Paris-Halbmarathon und kam beim Paris-Marathon auf den 20. Platz. Im Jahr darauf wurde er Zweiter beim Lago-Maggiore-Halbmarathon, stellte beim Enschede-Marathon mit 2:09:02 h einen Streckenrekord auf und wurde Fünfter beim JoongAng Seoul Marathon. 2010 wurde er Dritter in Enschede.

## Persönliche Bestzeiten
- Halbmarathon: 1:00:43 h, 8. März 2009, Verbania
- Marathon: 2:09:02 h,26. April 2009, Enschede